# شوقي هائل
شوقي أحمد هائل سعيد أنعم رجل أعمال بارز وسياسي واقتصادي يمني وهو حفيد رجل الأعمال اليمني هائل سعيد أنعم.

## الحالة الاجتماعية
متزوج وله من الأبناء ولدين وبنتين.

## المؤهلات العلمية
- حصل على الثانوية من مدرسة الثورة الثانوية.
- بكالوريوس إدارة أعمال ومحاسبة، جامعة كاليفورنيا، الولايات المتحدة الأمريكية.
- ماجستير إدارة الأعمال، جامعة روتش بل، الولايات المتحدة الأمريكية.[1]

## المناصب التي سبق وتولها[2]
- نائباً لمدير عام الشركة اليمنية للصناعة والتجارة.
- مدير عام الشركة اليمنية للصناعة والتجارة.
- نائباً لمدير الإدارة الصناعية في الإدارة العليا لمجموعة هائل سعيد أنعم وشركائه.
- عضو في مجلس إدارة مجموعة هائل سعيد أنعم.
- محافظ محافظة تعز ٢٠١٢- ٢٠١٥م

### المناصب التي يتولاها م
- الرئيس التنفيذي للعمليات الصناعية والتشغيلية بمجموعة شركات هائل سعيد أنعم وشركاه.
- عضو مجلس إدارة مجموعة شركات هائل سعيد أنعم وشركاه
- رئيس مجلس إدارة بنك التضامن.
- رئيس مجلس إدارة الغرفة التجارية والصناعة في تعز.
- رئيس جمعية الصناعيين اليمنيين.
- رئيس جمعية مرضى الجذام في تعز.
- رئيس مجلس إدارة نادي الصقر الرياضي الثقافي.
- الرئيس الفخري لمؤسسة شراكة للتنمية
- رئيس جمعية الاغابرة والاعروق الاجتماعية الخيرية فرع تعز.
- رئيس لجنة التخطيط والتنمية والمالية في بالمجلس المحلي في محافظة تعز منذ العام 2000م.
- عضو هيئة المجلس المحلي لمحافظة تعز.
- محافظ محافظة تعز بموجب قرار رئيس الجمهورية رقم (41) لسنة 2012م وتاريخ 13\4\2012م.
- رئيس المجلس المحلي.
- وبعد صدور قرار رئيس الجمهورية بالتعيين أصدرت مجموعة هائل سعيد أنعم قراراً بتفريغ شوقي أحمد هائل من إدارة المجموعة وذلك لإدارة شوؤن المحافظة.